# 디지털 마스타
디지털 마스타
(DIGITAL MASTA, 본명 이용학, 1978년 1월 27일)는
대한민국의 힙합 래퍼 겸 대중작곡가다. 줄여서 DM이라고도 자주 말한다. 
143엔터테인먼트의 PRODUCER이기도 하다.
당구는 120친다고 본인이 주장하고 있지만 실은 50이다 하지만 큰 내기에는 절대 지지않는 실력을 지니고 있다고 함.
이동화대표와는 영혼의 단짝.
가위바위보 내기는 잘 지키지 않는다고 랩퍼들 사이에서 소문도 자자함

## 바이오그래피
서울에서 태어난 디지털 마스타는 1990년 미국으로 이민을 가게 되었고, 1991년 너티 바이 네이쳐를 접하게 되면서 힙합에 빠지게 된다. 그리고 고등학교에서, 예전부터 친구였던 진원(지금의 마스타 우)과 후에 원타임 멤버가 된 테디를 만나게 된다. 이들은 SDT, 즉 South Dream Team이라는 팀을 결성하여 활동하게 되었다. 그러다가 조PD의 눈에 띄어 스타덤의 멤버가 되었고, 2000년 첫 앨범을 냈다. 이 앨범에는 물론 SDT가 참여하였다.
SDT는 멤버들이 각자 YG 엔터테인먼트와 이현도 사단으로 흩어지면서 사라지게 되었고, 디지털 마스타는 2집을 준비하다가 Carsen이란 이름으로 활동하던 실력을 만나게 되었다. 조PD 4집에 참여해 어느 정도의 인지도를 키운 디지털 마스타는 실력과 DNS를 결성, 앨범을 발매하였으나, 결과는 그다지 좋지 않았다. 이로 인해 조PD와의 갈등이 빚어졌고, 디지털 마스타는 조PD가 자신의 앨범 홍보를 충분히 해주지 않고 있다면서 퓨처 플로우를 탈퇴하였다. 이는 곧 퓨처 플로우의 와해로 이어졌다.
이후 아무런 소식이 없던 디지털 마스타는, 돌연 2006년 새 앨범을 작업하고 있다는 발표를 하였고, M.net의 방송에 여러 번 출연하였다. 곧이어 마스타 우의 2집 타이틀곡 〈Don't Stop〉의 뮤직비디오나 라이브 공연에 함께 출연했으며, 2008년에는 마스타 우와 함께 YMGA라는 팀을 결성하여 작업 중임이 알려졌다. 이 앨범은 2008년 10월 《Made in R.O.K.》라는 이름으로 발표되었다.
2010년에 들어와서는 주석 5집에 참여할 것이 주석 트위터를 통해 알려졌으나 실제로 참여하지는 않았다. 현재 그는 태완과 Blue Magic이라는 작곡 팀을 결성하고 대중작곡가로 활동 중이며, 4minute, MBLAQ 등 다수의 아이돌 그룹 곡을 작업해 좋은 반응을 얻었다. 또 2012년 들어서는 새로운 연예기획사 디비즈니스의 대표라는 것이 알려졌으며, 디비즈니스는 힙합 그룹 디유닛을 시작으로 활동을 펼쳤다.
대표곡: 〈소년원 Freestyle〉

## 디스코그래피
- 2000년 7월 It's Been A Long Time Comin’

## 이슈

### 벌벌 긴트 사건
7월 5일 인터넷 라디오 방송에 DNS의 멤버로써 게스트로 출연한 디지털 마스타는, 당시 자신의 '무용담'을 늘어놓으며 버벌진트에 얽힌 얘기를 하였다. 그것은, 그가 곡 '노자'를 발표한 이후 디지털 마스타와 개인적으로 만났는데 그가 조PD를 욕한 것에 대해서 화를 내며 주먹을 휘두르려하자 버벌진트가 겁을 먹고 ‘살려주세요!’라고 외쳤다고 하는 것이었다. 디지털 마스타는 이 얘기를 하면서 버벌진트를 ‘벌벌 긴트’라고 놀렸다. 이 사건은 몇 년이 지난 후에도 계속 회자됐으며, 당사자 버벌진트는 입을 굳게 다물어 진위 여부에 대한 논란이 컸다. 입을 다물고 있던 버벌 진트는 2003년에 자신의 팬까페를 통해, “DM형도 그때 좋게좋게 악수하고 DNS 씨디까지 제가 받았는데 왜곡이 있었던 것 같다”고 해명글을 올렸다.

### 血타입 사건
'벌벌 긴트 사건'과 동일한 방송에서 그는, 피타입이 자기를 보고도 건방진 태도로 인사도 안 하고 있어서 주먹을 휘둘러서 코피를 터뜨렸다는 말을 하였다. 그러면서 그는 "피타입이 말그대로 '피'-Type이 됐다"라면서 그를 놀렸다. 이것 역시 아무런 추후 언급이 없어서 논란이 되었으나, 2005년 아이삭의 라디오 "매콤한 라디오"에 출연한 피타입이 당시에 싸웠던 것은 맞으나 디지털 마스타의 얘기는 조금 과장되었고, 후에 그가 사과를 했다는 말을 해서 논란이 풀리게 되었다.

### 조PD의 디스 의혹
DNS로 활동할 당시 홍보가 부족해서 뜨지 못했다는 디지털 마스타의 주장과는 달리, 조PD는 그가 게을러서 충분히 활동을 활발히 하지 않기 때문이라고 맞섰다. 퓨처 플로우가 와해되고, 주석의 2집에 둘은 동시에 〈The Answer〉라는 곡에 참여했는데, 이 곡의 조PD 가사는 이전 디지털 마스타와의 갈등 상황과 묘하게 맞아떨어져 혹시 조PD가 DM을 디스한 것이 아니냐는 논란이 커졌었다. 이 논란은 아직도 확실히 풀리지 않은 채로 남아있다. 이외에도 2005년 발표한 조PD 5집의 비밀일기라는 곡의 가사인‘나 얼마 지나 마련한 미국 개 한마리, 집 나가더니 어느날 뒤돌아 보니 주인인 나를 무네.’도 DM을 향한 비난이라는 의견이 많았다.

## 비판
여러 이슈에서 보이다시피, 디지털 마스타는 자신이 싸움을 잘한다고 잘난 척을 한 때가 많아서, 태도 면에서 문제를 삼는 사람들이 많았다. 특히 '벌벌 긴트 사건'과 '血타입 사건'은 같은 씬의 다른 음악가의 이미지에 타격을 주었다는 면에서 더욱 논란이 되었다. 또 조PD와의 갈등도 어느 정도 그의 이미지에 부정적인 영향을 끼쳤다. 한편 그의 랩은, 박자에 딱딱 맞아떨어지게 하는 그의 랩 스타일 때문에 듣기 지루하다는 평이 많았다. 이는 현재까지 그의 마지막 녹음물인 주석의 〈The Answer〉에서도 마찬가지였다.
이런 랩스타일에 대한 비판은 YMGA로 활동하는 지금도 어느 정도 남아있으며, 음악 외의 행보때문에 좋지 않은 시선을 보내는 사람이 적지 않다.